# شرطة الدوريات وأمن الطرق (اليمن)
شرطة الدوريات وأمن الطرق (شرطة النجدة سابقاً) هي قوة أمنية تابعه لوزارة الداخلية اليمنية . أعتمد إسمها الحالي بناء على قرار جمهوري في 21 فبراير 2013 الذي يهدف إعادة تنظيم هيكلة وزارة الداخلية.